# Палоски, Альберто
Альберто Палоски (итал. Alberto Paloschi; 4 января 1990, Кьяри) — итальянский футболист, нападающий клуба «Дезенцано».

## Клубная карьера
Альберто Палоски родился в Кьяри, провинция Брешиа, он начал карьеру в молодёжной команде «Чивитадезе», которая располагается в Чивидате-аль-Пьяно, городке куда переехала семья Палоски. Затем он перешёл в молодёжный состав клуба «Милан», с которым стал чемпионом Италии, забив в первенстве 23 мяча, включая 3 гола в финале против молодёжного состава клуба «Дженоа».
20 декабря 2007 года Палоски, в возрасте 17-ти лет, дебютировал в основе «Милана», в матче кубка Италии против клуба «Катания», в котором сразу же забил гол, который однако не спас миланскую команду от поражения 1:2, а 16 января, в ответной встрече кубка, Палоски вновь поразил ворота «Катании» но игра завершилась со счётом 1:1, что вывело в следующий этап соперника миланцев. 10 февраля 2008 года Палоски дебютировал в серии А, заменив на 63-й минуте Сержиньо. Уже спустя 18 секунд, он забил единственный гол во всей встрече и свой первый мяч в чемпионате Италии, а 13 февраля в матче с «Ливорно» вышел на поле с первых минут. 19 марта он забил свой второй мяч в ворота клуба «Сампдория», выйдя на замену вместо Кака.
27 августа 2008 года Палоски перешёл в «Парму», которая купила часть прав на футболиста (остальная часть принадлежит «Милану»), а уже через два дня дебютировал в команде в матче с «Римини», выйдя во втором тайме. 13 сентября 2008 года Палоски забил свой первый мяч за «Парму», поразив ворота «Анконы» на 12-й минуте игры, его команда выиграла матч 4:1.
4 января 2011 года перешёл в «Дженоа», которая приобрела у «Пармы» её часть прав на игрока. С того момента Палоски сыграл за красно-синих 12 матчей, забив 2 гола «Роме», которые помогли его команде вырвать победу в драматичном матче, по ходу которого «Дженоа» уступала 0:3, но выиграла 4:3. Также, Палоски сыграл и против «Милана» в 24-м туре, выйдя на замену на 70-й минуте. Матч закончился вничью — 1:1, Альберто голами не отметился.
После окончания сезона 2010/11 Палоски вернулся в «Милан». 20 июля 2011 года забил гол в товарищеском матче против «Сольбьятезе». 8 августа перешёл в веронский «Кьево» на правах аренды до окончания сезона с правом выкупа. В перовом сезоне за «Кьево» он сыграл в 32 матчах и забил 5 голов, срок аренды был продлен ещё на год. Готовясь к сезону 2012/13, Палоски забил 7 мячей в летних товарищеских матчах, однако в августе на тренировке молодёжной сборной Италии он получил растяжение правой лодыжки. Для лечения ему была сделана операция, сроки восстановления после которой отложили появления игрока на поле до 11 октября 2012 года — матча 12 тура Серии А против «Удинезе», в котором Палоски вышел на замену и на 89-й минуте забил пенальти. Спустя 2 безголевых появления на поле, 2-го декабря 2012 года Палоски сделал хет-трик в выездном матче 15-го тура Серии А против «Дженоа», забив все мячи в первом тайме. В следующем туре он также отметился голом в ворота «Кальяри», после чего не забивал в четырёх играх. 20-го и 26-го января 2013 года Палоски отметился забитыми мячами в ворота «Пармы» и «Лацио».
31 января 2013 «Кьево» воспользовался правом на покупку 50 процентов контракта игрока, предусмотренном в арендном соглашении.
29 января 2016 года подписал контракт с валлийским клубом «Суонси Сити», выступающим в АПЛ. Сыграл 10 матчей, забил 2 гола в чемпионате.
Летом 2016 года перешёл в итальянскую «Аталанту».
7 июля 2017 года на правах годичной аренды пополнил состав дебютирующего в Серии A клуба СПАЛ. Контракт предполагает возможность выкупа футболиста. 1 июля 2018 года «СПАЛ» выкупил права на футболиста.

## Интересные факты
- Физические данные игрока менялись на протяжении взрослой карьеры. На момент дебюта за «Милан» в 2007 году рост Палоски составлял 175 см. С тех пор он вырос ещё на 8 сантиметров, что, по мнению клубных врачей, могло стать причиной возросшей травматичности игрока[13].
- Своим лучшим другом и кумиром Альберто считает одноклубника Филиппо Индзаги[14]. По словам Палоски, за пределами стадиона футбольная тема не является ведущей в их общении.

## Статистика
| Выступление      | Выступление      | Выступление      | Чемпионат | Чемпионат | Кубки | Кубки | Еврокубки | Еврокубки | Прочие | Прочие | Итого | Итого |
| Клуб             | Лига             | Сезон            | Игры      | Голы      | Игры  | Голы  | Игры      | Голы      | Игры   | Голы   | Игры  | Голы  |
| ---------------- | ---------------- | ---------------- | --------- | --------- | ----- | ----- | --------- | --------- | ------ | ------ | ----- | ----- |
| Милан            | Серия A          | 2007/08          | 7         | 2         | 2     | 2     | 0         | 0         | 0      | 0      | 9     | 4     |
| Милан            | Итого            | Итого            | 7         | 2         | 2     | 2     | 0         | 0         | 0      | 0      | 9     | 4     |
| Парма            | Серия B/Серия A  | 2008/09          | 39        | 11        | 0     | 0     | 0         | 0         | 0      | 0      | 39    | 11    |
| Парма            | Серия B/Серия A  | 2009/10          | 17        | 4         | 1     | 0     | 0         | 0         | 0      | 0      | 18    | 4     |
| Парма            | Серия B/Серия A  | 2010/11          | 1         | 0         | 0     | 0     | 0         | 0         | 0      | 0      | 1     | 0     |
| Парма            | Итого            | Итого            | 57        | 15        | 1     | 0     | 0         | 0         | 0      | 0      | 58    | 15    |
| Дженоа           | Серия A          | 2010/11          | 12        | 2         | 0     | 0     | 0         | 0         | 0      | 0      | 12    | 2     |
| Дженоа           | Итого            | Итого            | 12        | 2         | 0     | 0     | 0         | 0         | 0      | 0      | 12    | 2     |
| Кьево            | Серия A          | 2011/12          | 32        | 5         | 4     | 1     | 0         | 0         | 0      | 0      | 36    | 6     |
| Кьево            | Серия A          | 2012/13          | 20        | 7         | 0     | 0     | 0         | 0         | 0      | 0      | 20    | 7     |
| Кьево            | Серия A          | 2013/14          | 34        | 13        | 3     | 2     | 0         | 0         | 0      | 0      | 37    | 15    |
| Кьево            | Серия A          | 2014/15          | 37        | 9         | 1     | 0     | 0         | 0         | 0      | 0      | 38    | 9     |
| Кьево            | Серия A          | 2015/16          | 21        | 8         | 1     | 0     | 0         | 0         | 0      | 0      | 22    | 8     |
| Кьево            | Итого            | Итого            | 144       | 42        | 9     | 3     | 0         | 0         | 0      | 0      | 153   | 45    |
| Суонси Сити      | Премьер-лига     | 2015/16          | 10        | 2         | 0     | 0     | 0         | 0         | 0      | 0      | 10    | 2     |
| Суонси Сити      | Итого            | Итого            | 10        | 2         | 0     | 0     | 0         | 0         | 0      | 0      | 10    | 2     |
| Аталанта         | Серия A          | 2016/17          | 13        | 0         | 1     | 0     | 0         | 0         | 0      | 0      | 14    | 0     |
| Аталанта         | Итого            | Итого            | 13        | 0         | 1     | 0     | 0         | 0         | 0      | 0      | 14    | 0     |
| СПАЛ             | Серия A          | 2017/18          | 0         | 0         | 0     | 0     | 0         | 0         | 0      | 0      | 0     | 0     |
| СПАЛ             | Итого            | Итого            | 0         | 0         | 0     | 0     | 0         | 0         | 0      | 0      | 0     | 0     |
| Всего за карьеру | Всего за карьеру | Всего за карьеру | 243       | 63        | 13    | 5     | 0         | 0         | 0      | 0      | 256   | 68    |